# UCI Oceania Tour de 2013-2014
O UCI Oceania Tour 2013-2014, foi a décima edição do calendário ciclístico internacional da Oceania.
Com só seis carreiras, começou a 29 de janeiro na Nova Zelândia com o New Zealand Cycle Classic, e terminou no dia 22 de fevereiro com o Campeonato Oceânico em Estrada que se disputou na Austrália.

## Equipas
As equipas que podem participar nas diferentes carreiras dependem da categoria das mesmas.
| Categoria | Categoria                             | Equipas                                                                                |
| --------- | ------------------------------------- | -------------------------------------------------------------------------------------- |
| .1        | 1.1 (Carreira de um dia)              | ProTeam (max 50%) Profissionais Continentais Continentais Selecções nacionais          |
| .1        | 2.1 (Carreira de vários dias)         | ProTeam (max 50%) Profissionais Continentais Continentais Selecções nacionais          |
| .2        | 1.2 e 1.2U (Carreiras de um dia)      | Profissionais Continentais Continentais Selecções nacionais Selecções regionais Amador |
| .2        | 2.2 e 2.2U (Carreiras de vários dias) | Profissionais Continentais Continentais Selecções nacionais Selecções regionais Amador |

## Calendário
Carreiras do UCI Oceania Tour
É o calendário mais curto dos cinco que se disputam, com só duas carreiras por etapas e os campeonatos oceânicos, ainda que os campeonatos em estrada e contrarrelógio da Austrália e Nova Zelândia, também pontuam apesar de não estar no calendário.
Contou com as seguintes provas.

### Janeiro 2014
| Data    | Carreira                  | Cat. | Ganhador     | Equipa do ganhador |
| ------- | ------------------------- | ---- | ------------ | ------------------ |
| 29 ao 2 | New Zealand Cycle Classic | 2.2  | Michael Vink | Budget Forklifts   |

### Fevereiro 2014
| Data   | Carreira                                  | Cat. | Ganhador        | Equipa do ganhador |
| ------ | ----------------------------------------- | ---- | --------------- | ------------------ |
| 5 ao 9 | Herald Sun Tour                           | 2.1  | Simon Clarke    | Orica-GreenEDGE    |
| 21     | Campeonato Oceânico Contrarrelógio sub-23 | CC   | Harry Carpenter |                    |
| 21     | Campeonato Oceânico Contrarrelógio        | CC   | Joseph Cooper   | Avanti             |
| 22     | Campeonato Oceânico em Estrada sub-23     | CC   | Robert Power    |                    |
| 22     | Campeonato Oceânico em Estrada            | CC   | Luke Durbridge  | Orica-GreenEDGE    |

## Classificações finais
- As classificações finais foram as seguintes:[1]

### Individual
Integram-na todos os ciclistas que consigam pontos podendo pertencer tanto a equipas amadoras como profissionais, excepto os ciclistas de equipas UCI ProTeam.
| Posição | Ciclista            | Pontos |
| ------- | ------------------- | ------ |
| 1.º     | Robert Power        | 70     |
| 2.º     | Michael Vink        | 66     |
| 3.º     | Brenton Jones       | 45     |
| 4.º     | Bernard Sulzberger  | 40     |
| 5.º     | James Oram          | 38     |
| 6.º     | Jack Haig           | 38     |
| 7.º     | Robert-Jon McCarthy | 36     |
| 8.º     | Neil Van Der Ploeg  | 34     |
| 9.º     | William Clarke      | 26     |
| 10.º    | Tommy Nankervis     | 25     |

| 11.º | Harry Carpenter   | 24 |
| 12.º | Jonathan Cantwell | 24 |
| 13.º | Wouter Wippert    | 21 |
| 14.º | Joseph Cooper     | 20 |
| 15.º | Adam Phelan       | 20 |
| 16.º | Thomas Scully     | 18 |
| 17.º | Daniel Whitehouse | 17 |
| 18.º | Tom Davison       | 16 |
| 19.º | George Tansley    | 15 |
| 20.º | Jason Christie    | 14 |

1. 1 2 3 4 5 6 7  Corredores menores de 23 anos.

### Equipas
Só reservada para equipas profissionais de categoria Profissional Continental (2.ª categoria) e Continental (3.ª categoria), ficando excluídos tanto os UCI ProTeam como os amadoras. Se confeciona com o somatório de pontos que obtenha uma equipa com suas 8 melhores corredores na classificação individual. A classificação também a integram equipas que não estejam registados no continente.
| Posição | Equipa                | Pontos |
| ------- | --------------------- | ------ |
| 1.º     | Avanti                | 174    |
| 2.º     | Drapac                | 156    |
| 3.º     | Budget Forklifts      | 118    |
| 4°      | An Post-ChainReaction | 44     |
| 5°      | Rapha Condor JLT      | 40     |
| 6°      | Bisell                | 38     |
| 7.º     | Madison Genesis       | 26     |
| 8°      | OCBC Singapore        | 17     |
| 9°      | Synergy Baku          | 9      |
| 10.º    | UnitedHealthcare      | 5      |

### Países
Se confeciona mediante os pontos dos 10 melhores ciclistas de um país, não só os que consigam neste Circuito Continental, sina também os conseguidos em todos os circuitos. E inclusive se um corredor de um país deste circuito , só consegue pontos em outro circuito (Africa, America, Ásia e Europa), seus pontos vão a esta classificação. Ao igual que na classificação individual, os ciclistas podem pertencer tanto a equipas amadoras como profissionais, excepto os ciclistas de equipas UCI ProTeam.
| Posição | País          | Pontos |
| ------- | ------------- | ------ |
| 1.º     | Austrália     | 1332   |
| 2.º     | Nova Zelândia | 511    |

### Países sub-23
| Posição | País          | Pontos |
| ------- | ------------- | ------ |
| 1       | Austrália     | 800    |
| 2       | Nova Zelândia | 127    |